# Dominykas Pleta
Dominykas Pleta (* 6. Oktober 2004 in Gotha) ist ein deutsch-litauischer Basketballspieler.

## Werdegang
Pleta wurde als Sohn des litauischen Basketballspielers Dainius Plėta (* 1971) in Gotha geboren. Er wurde im Verein BiG Gotha gefördert und besuchte das örtliche Staatliche Gymnasium Arnoldischule.
Zwischen 2020 und 2023 spielte Pleta für die Basketball Löwen Erfurt in der 2. Bundesliga ProB. Im Sommer 2023 wurde er vom Bundesligisten MHP Riesen Ludwigsburg unter Vertrag genommen und bestritt Anfang Oktober 2023 seinen ersten Einsatz in der höchsten deutschen Spielklasse. Im Februar 2025 wurde Pletas Entscheidung bekannt, zur Saison 2025/26 an die Iowa State University in die Vereinigten Staaten zu wechseln.

### Nationalmannschaft
Im Juli 2024 war er mit der deutschen Mannschaft Teilnehmer der U20-Europameisterschaft in Gdynia.